# Luhowe (Melitopol)
Der ukrainische Ort Luhowe (ukrainisch Луговое) geht auf das russlandmennonitische Dorf Franztal zurück.

## Franztal
Der Ort wurde 1820 durch 15 friesische Mennonitenfamilien aus der Kulmer Gegend gegründet. Anfangs sollte der Ort aus 20 Bauernhöfen bestehen, von denen auf Vorschlag der Regierung nur 15 zu besiedeln war und fünf weitere für Nachkommen der Siedler reserviert sein sollten. Schließlich kamen jedoch noch acht weitere Familien hinzu. 18 Familien bekamen Unterstützung von der Regierung, die anderen hatten genügend Eigenkapital. Zunächst wählten die Siedler eine Niederung bei Großweide. Es stellte sich aber heraus, dass dieser Ort zu trocken war und das Dorf wurde am heutigen Ort angelegt. Ursprünglich sollten zwei Straßen angelegt werden, doch schließlich erlaubten die Behörden, das Dorf mit nur einer Straße und beidseitig angelegten Höfen zu bauen. Anfangs wurde der Ort Pschuchowka genannt, doch lehnten die Behörden den polnischen Namen ab. Daher wurde der Dorf Franztal genannt, was ein häufiger Ortsname in Preußen war. 1907 gab es hier eine Ziegelei, drei Getreidemühlen. Beim Rückzug der Wehrmacht wurde das Dorf zerstört, einzig eine Brücke über den Juschanlee existiert noch.